# ربض خشن السويق

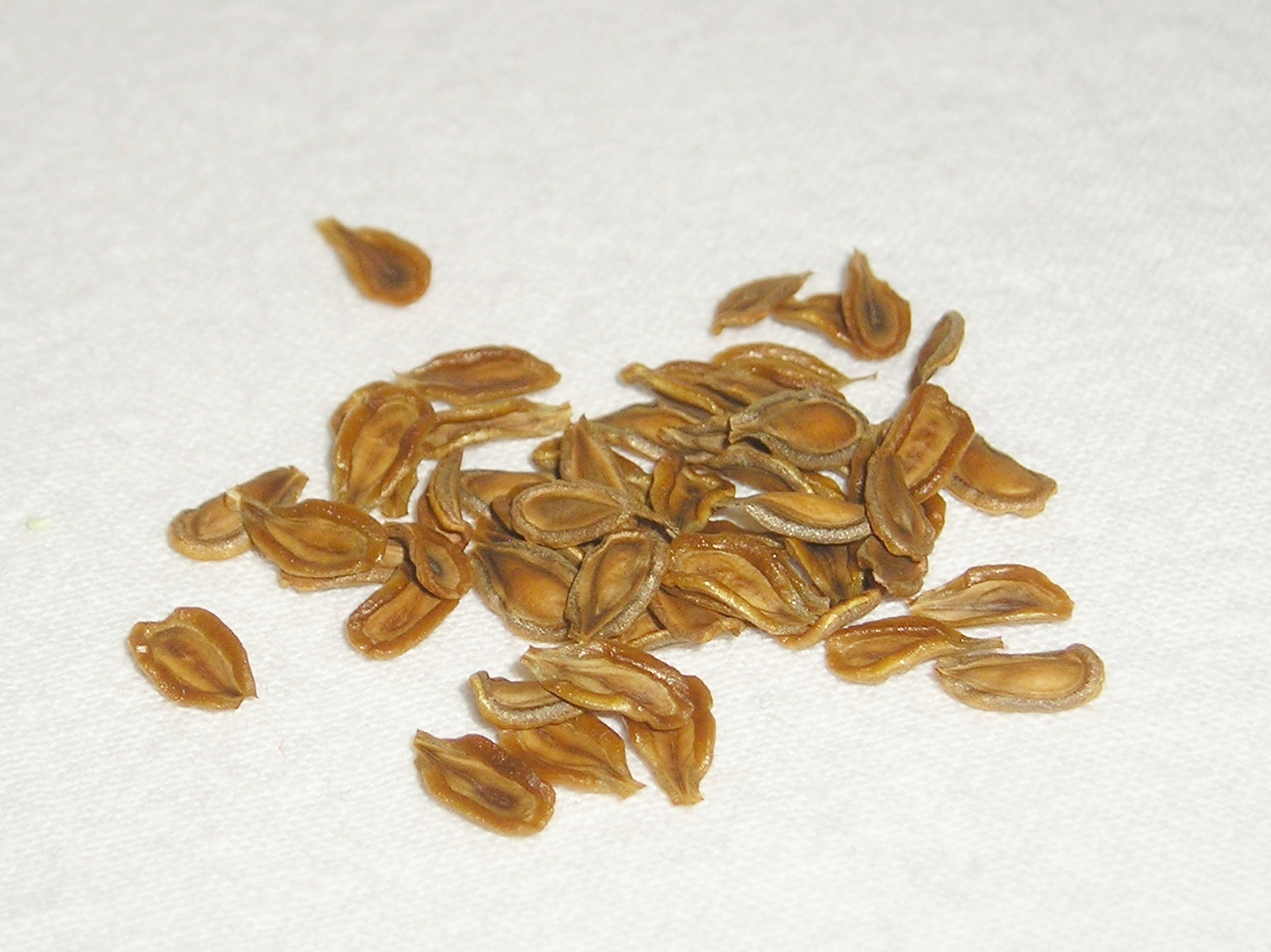

ربض خشن السويق (الاسم العلمي:Huernia aspera) هو نوع غير مؤكد من النباتات يتبع جنس الربض من الفصيلة الدفلية.